# UFC 175
UFC 175: Weidman vs. Machida fue un evento de artes marciales mixtas celebrado por Ultimate Fighting Championship el 5 de julio de 2014 en el Mandalay Bay Events Center en Las Vegas, Nevada.

## Historia
El evento estuvo encabezado por un combate por el Campeonato de Peso Medio entre el actual campeón Chris Weidman y el excampeón de peso semipesado de UFC Lyoto Machida. La pelea estaba originalmente programada para encabezar UFC 173 el 24 de mayo de 2014. Sin embargo, la pelea se retrasó después de que Weidman sufriera una lesión en la rodilla que requirió una cirugía menor.
La pelea de peso semipesado entre los entrenadores de The Ultimate Fighter: Brazil 3 Chael Sonnen y Wanderlei Silva fue originalmente programada para UFC 173. Sin embargo, la pelea se trasladó dos veces -siendo la primera el 31 de mayo de 2014 a The Ultimate Fighter: Brazil 3 Finale, y ahora presente en esta tarjeta. Silva fue retirado finalmente de la pelea por completo después de que él no había presentado una solicitud para pelear en el estado de Nevada, así como su negativa a someterse a una prueba antidroga y fue reemplazado por Vitor Belfort.  La pelea entre Sonnen y Belfort debía ser impugnada en el peso medio. Sin embargo, Sonnen falló posteriormente su prueba de drogas y se retiró de la pelea y, finalmente, se retiró del deporte. Al día siguiente, el escritor de MMA Kevin Iole anunció que Belfort también había sido retirado de la tarjeta debido a la incapacidad de la UFC en encontrarle un nuevo oponente.
Posteriormente, la pelea entre Dan Henderson y Daniel Cormier, vinculada brevemente a este evento se trasladó hasta el UFC 173, para reforzar la tarjeta de ese evento.
Se esperaba que Santiago Ponzinibbio se enfrentara a Ildemar Alcântara, pero fue obligado a salir de la pelea por una lesión en la rodilla. Su sustituto fue Kenny Robertson.
Durante el evento, Stefan Struve casi se desmayó en el vestuario y su pelea contra Matt Mitrione fue cancelada.

## Resultados
1. ↑  Por el Campeonato de Peso Medio de UFC.
2. ↑  Por el Campeonato Femenino de Peso Gallo de UFC.
3. ↑  Victoria originalmente por TKO para Casey. El resultado fue cambiado a Sin Resultado después de que Casey diera positivo por drostanolone durante una revisión posterior al combate.

## Premios extra
Cada peleador recibió un bono de $50,000.
- Pelea de la Noche: Chris Weidman vs. Lyoto Machida
- Actuación de la Noche: Ronda Rousey y Rob Font